# Allium paepalanthoides
Allium paepalanthoides — вид рослин з родини амарилісових (Amaryllidaceae); ендемік Китаю.

## Опис
Цибулина поодинока, вузько-яйцювато-циліндрична, 0.5–1.5 см в діаметрі; зовнішня оболонка від жовтувато-коричневої до чорнувато-коричневої, іноді з червоним відтінком. Листки від широколінійних до лінійно-ланцетних, від коротших до майже рівних стеблині, 5–15(23) мм завширшки, верхівка загострена. Стеблина (15)30–50 см, кругла в перерізі, вкрита листовими піхвами на ≈ 1/2 довжини. Зонтик нещільно багатоквітковий. Оцвітина біла; сегменти із зеленою серединною жилкою; зовнішні яйцюваті, човноподібні, 3–4.5 × 1.5–2.5 мм; внутрішні яйцювато-довгасті, 3.2–5 × 1.5–2.5 мм, верхівки укорочені або тупі. Період цвітіння й плодоношення: серпень — вересень.

## Поширення
Ендемік Китаю — західний Хенань, південна Внутрішня Монголія, південний Шеньсі, Шаньсі, Сичуань.
Населяє ліси, тінисті та вологі схили, потоки; 1400–2000 м.